# Marlon Devonish
Marlon Ronald Devonish MBE (Coventry, 1 de junho de 1976) é um velocista britânico, campeão olímpico em Atenas 2004.
Integrou o revezamento 4x100 metros britânico que conquistou a medalha de ouro em Atenas junto com os compatriotas Jason Gardener, Darren Campbell e Mark Lewis-Francis. Especialista nos 100 m e nos 200 m rasos, ele foi campeão mundial em pista coberta desta última distância em Birmingham 2003.
No Campeonato Mundial de Atletismo, Devonish tem uma medalha de prata (Sevilha 1999) e três de bronze (Helsinque 2005, Osaka 2007 e Berlim 2009), todas no revezamento 4x100 metros.